# Estação Parque Europa
Parque Europa é uma estação da Linha 12 do Metro de Madrid . 